# Roubaix Métropole européenne de Lille/Saison 2016
Dieser Artikel listet Erfolge und Fahrer des Radsportteams Roubaix Métropole européenne de Lille in der Saison 2016 auf.

## Erfolge in der UCI Europe Tour
In den Rennen der Saison 2016 der UCI Europe Tour gelangen die nachstehenden Erfolge.
| Datum    | Rennen               | Kat. | Fahrer        |
| -------- | -------------------- | ---- | ------------- |
| 13. März | Paris–Troyes         | 1.2  | Rudy Barbier  |
| 20. März | Cholet-Pays de Loire | 1.1  | Rudy Barbier  |
| 3. Juli  | Paris–Chauny         | 1.2  | Dieter Bouvry |

## Abgänge – Zugänge
| Zugänge                        | Team 2015                  | Abgänge             | Team 2016                        |
| ------------------------------ | -------------------------- | ------------------- | -------------------------------- |
| Daan Myngheer                  | Vérandas Willems           | Timothy Dupont      | Vérandas Willems Cycling Team    |
| Nicolas Moncomble (ab 5. Juni) | VC Roubaix Lille Métropole | Rudy Kowalski       | Charvieu-Chavagneux IC           |
| Louis Verhelst                 | Cofidis, Solutions Crédits | Thomas Damuseau     | Karriereende                     |
| Florent Pereira                | Pro Immo Nicolas Roux      | Romain Pillon       | ESEG Douai-Origine Cycles        |
| Félix Pouilly                  | CC Nogent-sur-Oise         | Baptiste Planckaert | Wallonie Bruxelles-Group Protect |

## Mannschaft
| Teamkader 2016                               | Teamkader 2016     | Teamkader 2016 | Teamkader 2016                     |
| Name                                         | Geburtsdatum       | Land           | Vorheriges Team                    |
| -------------------------------------------- | ------------------ | -------------- | ---------------------------------- |
| Julien Antomarchi                            | 16. Mai 1984       | Frankreich     | La Pomme Marseille 13 (2014)       |
| Rudy Barbier                                 | 18. Dezember 1992  | Frankreich     | Armée de terre (2013)              |
| Dieter Bouvry                                | 31. Juli 1992      | Belgien        | EFC-Omega Pharma-Quick Step (2014) |
| Jérémy Leveau                                | 17. April 1992     | Frankreich     | VC Rouen 76 (2014)                 |
| Nicolas Moncomble (6. Jun.–31. Dez., Anm.)   | 19. Oktober 1982   | Frankreich     |                                    |
| Daan Myngheer (1. Jan.–28. Mär., Anm.)       | 13. April 1993     | Belgien        | Verandas Willems (2015)            |
| Florent Pereira                              | 19. Oktober 1993   | Frankreich     | Pro Immo Nicolas Roux (2015)       |
| Félix Pouilly                                | 22. September 1994 | Frankreich     | CC Nogent-sur-Oise (2015)          |
| Jimmy Turgis                                 | 10. August 1991    | Frankreich     | CC Nogent-sur-Oise (2013)          |
| Maxime Vantomme                              | 8. März 1986       | Belgien        | Crelan-Euphony (2013)              |
| Louis Verhelst                               | 28. August 1990    | Belgien        | Cofidis, Solutions Crédits (2015)  |
| Pierre Barbier (1. Aug.–31. Dez., Stagiaire) | 25. September 1997 | Frankreich     |                                    |
| Dylan Kowalski (1. Aug.–31. Dez., Stagiaire) | 26. Januar 1994    | Frankreich     | VC Rouen 76 (2016)                 |
|                                              |                    |                |                                    |
| Quelle: ProCyclingStats                      |                    |                |                                    |

Anmerkung: Nicolas Moncomble, Teamwechsel
Anmerkung: Daan Myngheer, starb an den Folgen eines Rennunfalls